# Pi de Bruijn
Paulus Bernard de Bruijn, ook genoemd Pi de Bruijn, (Losser, 28 augustus 1942) is een Nederlands architect.

## Leven en werk

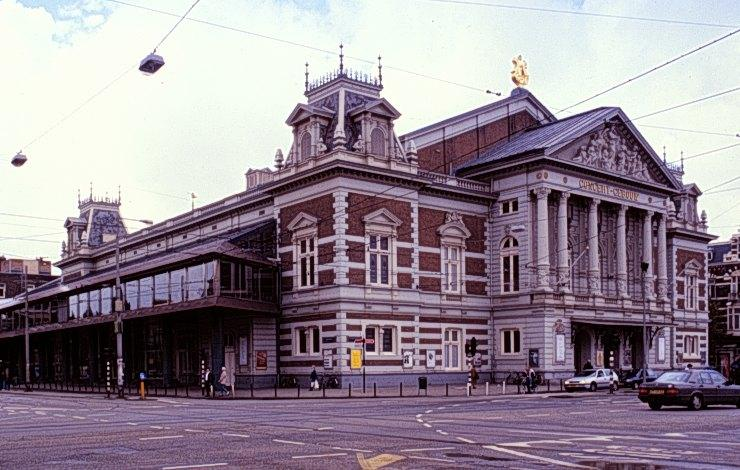
Het Concertgebouw te Amsterdam. De zijvleugel van Pi de Bruijn werd aangebouwd in de jaren tachtig.

Pi de Bruijn voltooide in 1967 zijn studie Bouwkunde aan de Technische Universiteit Delft. Daarna was hij een tijd werkzaam voor de huisvestingsafdelingen van de gemeentes Southwark (Londen) en Amsterdam. Hij was in die jaren betrokken bij het ontwerp van de stadswijk Bijlmermeer.
Hij vestigde zich in 1978 als zelfstandig architect, samen met Nol Oyevaar en Frans van Gool.
In 1988 richtte hij met Frits van Dongen, Carel Weeber en Jan Dirk Peereboom Voller de Architekten Cie. op, waaraan hij sindsdien als partner verbonden is. Van 1993 tot 1998 was hij hoogleraar aan de TU Delft.
De Bruijns eerste gebouw, buurtcentrum Transvaal in een poortgebouw aan de Ben Viljoenstraat in Amsterdam, werd onderscheiden met de Merkelbachprijs. Internationaal brak hij door als architect van de nieuwbouw van de Tweede Kamer, waarna zijn ontwerp voor het Rijksdaggebouw te Berlijn deels gerealiseerd werd (een deel van het Jakob-Kaiser-Haus). Voor de Beurstraverse in Rotterdam ontving hij de Nederlandse Bouwprijs.
In de functie van supervisor en stadsontwerper was hij betrokken bij de ontwikkeling van het Amsterdam ArenAgebied en bij de Amsterdamse Zuidas. Ook gaf hij als supervisor leiding aan de wederopbouw van het vuurwerkrampgebied in Enschede.
Voor zijn werk werd Pi de Bruijn benoemd tot Officier in de Orde van Oranje-Nassau.

## Projecten
- wederopbouw Roombeek, Enschede
- nieuwe hoofdingang Concertgebouw, Amsterdam
- uitbreiding van de Tweede Kamer te Den Haag (incl. de blauwe stoelen)
- Schielandtoren, Rotterdam
- ontwerp De Klanderij, Enschede
- ontwerp van de bouw van de Beurstraverse, Rotterdam
- verbouwing van het Rijksdaggebouw, Berlijn
- Holland Casino, Scheveningen
- masterplan voor de Zuidas, Amsterdam
- hoofdkantoor van Zwitserleven, Amstelveen
- ontwerp van Amsterdam Symphony, Amsterdam
- ontwerp voor de Belle van Zuylentoren, Utrecht
- haus 5 en 6 van het Jakob-Kaiser-Haus, te Berlijn
- Kalvertoren, Amsterdam (in samenwerking met George de Jong)
- Gebouw H van de UvA op Roeterseiland (2014)

## Trivia
In 2006 heeft Pi de Bruijn getracht campagneposters van de Partij voor de Dieren te verbieden, onder dwangsom à € 1.000,- per afbeelding van hun illustratie met daarin de door hem ontworpen Tweede Kamer zetel. 